# Аше
Ашѐ (португ. произношение: [aˈʃɛ]) е популярен музикален жанр с произход от Салвадор, Баия, Бразилия приблизително през 1986 г.
Смесва разни афро-карибски жанрове, като Марча, Реге (Ямайка), Калипсо (Тринидад и Тобаго) и Самба-реге. Също е повлияна от афробразилски стилове, като фреву, форо и каришада. За основател на стила аше се смята Алфреду Мора; други които допринасят за развитието му са Карлинюс Браун, Луис Калдас, Саражани и др. Думата ашѐ произхожда от религията Йоруба, употребява се и в религиите Кандомбле и Умбанда и означава „душа“, „светлина“, „дух“, „добри вибрации“, въобще енергията на всичко живо около нас. Танцът и музиката аше са енергични и се използват за анимация. Музиката напомня на тази на фохото, жива, динамична, но не толкова бърза колкото самбата. Танцува се от групичка мъже и жени, всеки по отделно и напомня на зумба и регетон. Основната стъпка на самбата изпълнена малко по-бавно присъства винаги в една част от танца. Той се заражда в щата Баия, известен с голямото си разнообразие от танци.